# Szüdzügia
A szüdzügia (görög: „összekapcsolódás”; latinosan: syzygia/suzugia) legtágabb értelemben valamiféle egységet fejez ki, leginkább egy meghatározott együttállást, sorrendet. Maga a szó a kései latin syzygia/suzugia szóból, az pedig a görög σύζυγος (szüdzügosz) melléknévből eredeztethető.
A gnoszticizmusban a szüdzügia az örökkévalóságnak egy aktív és passzív, egy férfi és egy női isteni részből – ezek mint ellentétek egészítik ki egymást – álló egységét jelenti, magába foglalja a totális isteni hatalmat (pléróma), és önmagában jelképezi a gnosztikus Isten megismerhetetlenségét. A terminust Valentinus használja előszeretettel.